# Tioga (Dakota del Nord)
Tioga és una població dels Estats Units a l'estat de Dakota del Nord. Segons el cens del 2000 tenia 1.125 habitants.

## Demografia
Segons el cens del 2000, Tioga tenia 1.125 habitants, 490 habitatges, i 311 famílies. La densitat de població era de 331,6 hab./km².
Dels 490 habitatges en un 25,5% hi vivien nens de menys de 18 anys, en un 54,5% hi vivien parelles casades, en un 6,3% dones solteres, i en un 36,5% no eren unitats familiars. En el 34,9% dels habitatges hi vivien persones soles el 23,7% de les quals corresponia a persones de 65 anys o més que vivien soles. El nombre mitjà de persones vivint en cada habitatge era de 2,22 i el nombre mitjà de persones que vivien en cada família era de 2,86.
Per edats la població es repartia de la següent manera: un 22,5% tenia menys de 18 anys, un 4,2% entre 18 i 24, un 23,4% entre 25 i 44, un 23,5% de 45 a 60 i un 26,5% 65 anys o més.
L'edat mediana era de 45 anys. Per cada 100 dones de 18 o més anys hi havia 84,7 homes.
La renda mediana per habitatge era de 29.740 $ i la renda mediana per família de 36.635 $. Els homes tenien una renda mediana de 31.500 $ mentre que les dones 21.181 $. La renda per capita de la població era de 16.910 $. Entorn del 3,5% de les famílies i el 7% de la població estaven per davall del llindar de pobresa.

## Poblacions més properes
El següent diagrama mostra les poblacions més properes.